# Kant (Kirghizistan)
Pour les articles homonymes, voir Kant (homonymie).
Kant (en kirghiz et en russe : Кант) est une ville de la province de Tchouï, au Kirghizistan. Sa population s'élevait à 21 589 habitants en 2009.

## Géographie
Kant est située dans la vallée de la Tchouï, à 20 km à l'est de Bichkek, la capitale du Kirghizistan.

## Toponymie
Le mot kant signifie « sucre » en kirghiz. Ce nom fut attribué à la ville dans les années 1930, après la construction d'une raffinerie de sucre. Ce nom n'a donc aucun rapport avec le philosophe allemand Emmanuel Kant, contrairement à un mythe souvent répété.

## Histoire
Pendant l'ère soviétique, Kant et ses environs étaient habités par un grand nombre d'Allemands de souche ayant vécu dans la région de la Volga et qui avaient déporté en Asie centrale en 1941 par Staline, lorsque la République socialiste soviétique autonome de la Volga fut abolie.
La plupart de ces « Allemands » quittèrent le pays dans les années 1990, après la chute de l'Union soviétique et la fermeture de la plupart des usines où ils travaillaient. Plusieurs autres localités voisines, comme Luxembourg et Bergthal, portent encore leur nom allemand, mais il ne reste que de peu de choses de leur histoire allemande.
La base aérienne de Kant, au sud de la ville, accueille la 5e Armée de l'air des forces aériennes russes, constituant la base aérienne 999 positionnée au Kirghizistan, en réponse[réf. nécessaire] à la présence des États-Unis à la base aérienne de Manas de 2001 a 2014.

## Population
Recensements (*) ou estimations de la population  :
| 1959*  | 1970*  | 1979*  | 1989*  |
| ------ | ------ | ------ | ------ |
| 15 597 | 21 710 | 21 330 | 24 014 |

| 1999*  | 2009*  | 2013   | - |
| ------ | ------ | ------ | - |
| 22 075 | 21 589 | 20 800 | - |

## Enseignement
La branche kirghize de l'établissement d'enseignement supérieur budgétaire de l'État fédéral russe « Université technologique nationale de recherche de Kazan » a été ouverte à Kant en 2011.

## Galerie

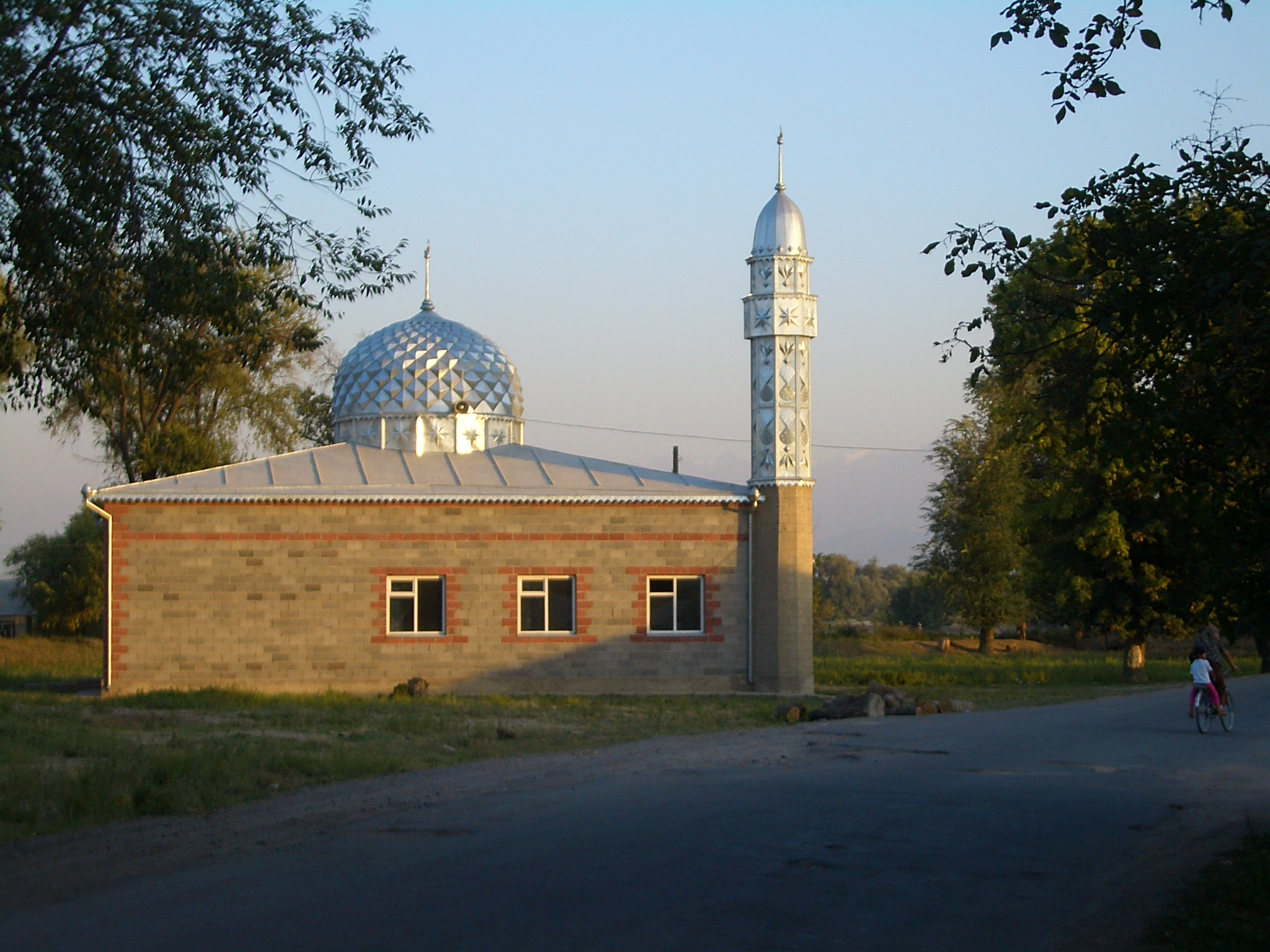
La nouvelle mosquée du village Pervomaïskoïe
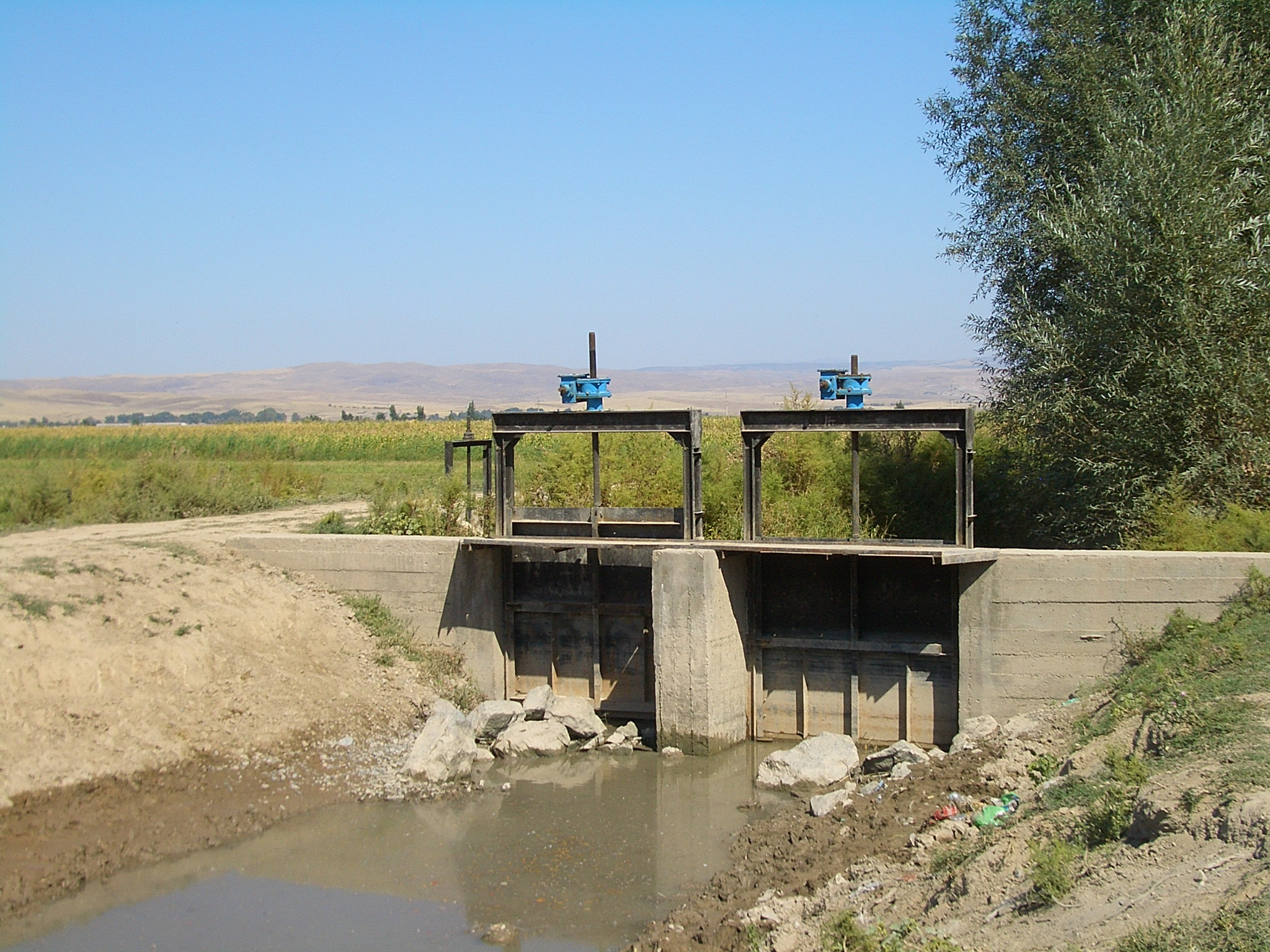
Canal d'irrigation à proximité du village Milianfan

## Personnalités
- Orzubek Nazarov (1966–), boxeur